# Tipula fulani
Tipula fulani är en tvåvingeart som beskrevs av Alexander 1975. Tipula fulani ingår i släktet Tipula och familjen storharkrankar.
Artens utbredningsområde är Nigeria. Inga underarter finns listade i Catalogue of Life.